# Galeosoma scutatum
Galeosoma scutatum là một loài nhện trong họ Idiopidae.
Loài này thuộc chi Galeosoma. Galeosoma scutatum được William Frederick Purcell miêu tả năm 1903.